# Лео, Леон Леонович
Леон Леонович Лео (известен также как Георгий Нисиотис (греч. Γιώργος Νησιώτης) и Плутис Сервас (греч. Πλουτής Σέρβας), настоящее имя Плутархос Лоизу Саввидис (греч. Πλούταρχος Λοΐζου Σαββίδης), 22 мая 1907 — 14 февраля 2001) — кипрский журналист и писатель, генеральный секретарь сперва нелегальной Коммунистической партии Кипра, а затем её преемницы — Прогрессивной партии трудового народа Кипра (1935—1945).

## Биография
Участвовал в студенческом коммунистическом движении. Был одним из основателей КПК и редактором её органа — двухнедельной газеты «Новый человек» (1926—1929). Затем изучал общественные науки в Коммунистическом университете национальных меньшинств Запада в Москве (1929—1934). Став генеральным секретарём Компартии в 1935 году, был выслан из Греции за политическую деятельность. Был первым генсеком Прогрессивной партии трудового народа Кипра (АКЭЛ).
В 1943—1946 и 1946—1949 годах — мэр Лимасола. Будучи мэром, принимал в 1947 году участие в консультативном собрании и выступил за принятие британского плана самоуправления на Кипре в 1948 году. За это его собственная партия, следуя совету секретаря Коммунистической партии Греции Никоса Захариадиса требовать энозиса с Грецией, отвернулась от него, несмотря даже на то, что он был брошен англичанами в тюрьму в качестве политического заключённого (11.28.1948 — 02.09.1949) и поражён в политических правах. Он был исключён из АКЭЛ в 1952 году.
Поддерживал левого политика Иоанниса Клиридиса на выборах 1960 года, но в большую политику больше не возвращался, продолжая работать в основном в качестве репортёра и политического публициста. Известен как автор многочисленных книг.
Его смерть 14 февраля 2001 года вызвала полемику на Кипре, поскольку в своём завещании он просил, чтобы его тело кремировали. На Кипре нет крематориев, и религиозные православные не одобряли кремацию политика.